# 屏南少穗竹
屏南少穗竹（学名：Oligostachyum glabrescens）为禾本科少穗竹屬下的一个种。